# Карпенко, Сергей Васильевич
Серге́й Васи́льевич Карпе́нко (укр. Сергій Васильович Карпенко; род. 19 мая 1981, Счастливое, Киевская область) — украинский футболист, защитник, тренер

## Биография
Сергей родился 19 мая 1981 года в селе Счастливое Киевской области. Карпенко является выпускником Счастливского учебно-воспитательного комплекса, где тренером был Виктор Вареница. В юношеском возрасте выступал в чемпионате Киевской области за команды Борисполя и Счастливого.
Первым профессиональным клубом был бориспольский «Борисфен». В составе которого Карпенко провёл 1 игру во Второй лиге Украины 1997/98. Затем Сергей перешёл в харьковский «Арсенал», где провёл 89 матчей и забил 3 гола в первенствах Украины и 5 игр в Кубке Украины.
В 2004 году перешёл в винницкую «Ниву». В составе команды сыграл 3 матча в Первой лиге Украины и 1 игру в Кубке. Летом 2005 года стал игроком харьковского «Гелиоса», где провёл 26 матчей в Первой лиге и 1 в Кубке Украины.
Летом 2006 года перешёл в «Нефтяник-Укрнефть» из Ахтырки. В сезоне 2006/07 стал победителем Первой лиги Украины, отыграв в этом турнире 32 игры и забил 2 гола. 5 августа 2007 года дебютировал в Высшей лиге Украины в домашнем матче против одесского «Черноморца» (0:1). По итогам сезона 2007/08 «Нефтяник» занял предпоследнее 15 место и вылетел обратно в Первую лигу. Карпенко сыграл в 19 матчах. Также Сергей провёл 2 игры в Кубке Украины и 2 игры в молодёжном первенстве. В первой половине сезона 2008/09 Сергей провёл за «Нефтяник» 16 матчей и забил 1 гол в Первой лиге, а также 1 игру в Кубке Украины.
В феврале 2009 года перешёл в криворожский «Кривбасс». В Премьер-лиге Украины за «Кривбасс» дебютировал 27 февраля 2009 года в матче против донецкого «Металлурга» (1:1). Всего за «Кривбасс» провёл 20 матчей. В январе 2010 года был выставлен на трансфер, однако перешёл на правах аренды в «Нефтяник-Укрнефть».
Летом 2011 года на правах свободного агента стал игроком клуба «Нефтяник-Укрнефть». В начале 2012 года перебрался в команду «Львов», где провёл 9 матчей. Спустя полгода перешёл на правах свободного агента в армянский «Титан». В команде взял 5 номер. Всего за «Титан» сыграл 43 матча в Первой лиги и 2 в Кубке. Карпенко был включён в сборную 8-го тура Первой лиги 2012/13 сайтом Football.ua. В октябре 2013 года Карпенко покинул команду в статусе свободного агента.
В начале 2014 года восстанавливался после травмы, играя за команду «Путровка» на Мемориале Щанова. В апреле 2014 года присоединился к команде «Чайка» из Киево-Святошинского района, которая выступала в чемпионате Киевской области, хотя перед этим был заявлен за «Бучу». В чемпионате области за «Чайку» провёл 14 матчей. В августе 2014 года выступал за команду «Арсенал-Киев» в любительском Кубке Украины. В команде стал детским тренером.

## Достижения
- Победитель Первой лиги Украины: 2006/07

## Статистика
| Сезон   | Клуб              | Лига                 | Чемпионат | Чемпионат | Кубок | Кубок | Дубль | Дубль |
| Сезон   | Клуб              | Лига                 | Игры      | Голы      | Игры  | Голы  | Игры  | Голы  |
| ------- | ----------------- | -------------------- | --------- | --------- | ----- | ----- | ----- | ----- |
| 1997/98 | Борисфен          | Вторая лига Украины  | 1         | 0         | 0     | 0     | —     | —     |
| 2001/02 | Арсенал (Харьков) | Вторая лига Украины  | 31        | 1         | 1     | 0     | —     | —     |
| 2002/03 | Арсенал (Харьков) | Первая лига Украины  | 29        | 0         | 3     | 0     | —     | —     |
| 2003/04 | Арсенал (Харьков) | Первая лига Украины  | 29        | 2         | 1     | 0     | —     | —     |
| 2004/05 | Нива (Винница)    | Первая лига Украины  | 3         | 0         | 1     | 0     | —     | —     |
| 2005/06 | Гелиос            | Первая лига Украины  | 26        | 0         | 1     | 0     | —     | —     |
| 2006/07 | Нефтяник-Укрнефть | Первая лига Украины  | 32        | 2         | 0     | 0     | —     | —     |
| 2007/08 | Нефтяник-Укрнефть | Высшая лига Украины  | 19        | 0         | 2     | 0     | 2     | 0     |
| 2008/09 | Нефтяник-Укрнефть | Первая лига Украины  | 16        | 1         | 1     | 0     | —     | —     |
| 2008/09 | Кривбасс          | Премьер-лига Украины | 9         | 1         | 0     | 0     | 0     | 0     |
| 2009/10 | Кривбасс          | Премьер-лига Украины | 11        | 0         | 1     | 0     | 0     | 0     |
| 2009/10 | Нефтяник-Укрнефть | Первая лига Украины  | 18        | 2         | 0     | 0     | —     | —     |
| 2010/11 | Нефтяник-Укрнефть | Первая лига Украины  | 26        | 2         | 1     | 0     | —     | —     |
| 2011/12 | Нефтяник-Укрнефть | Первая лига Украины  | 11        | 0         | 1     | 0     | —     | —     |
| 2011/12 | Львов             | Первая лига Украины  | 9         | 0         | 0     | 0     | —     | —     |
| 2012/13 | Титан (Армянск)   | Первая лига Украины  | 31        | 0         | 1     | 0     | —     | —     |
| 2013/14 | Титан (Армянск)   | Первая лига Украины  | 12        | 0         | 1     | 0     | —     | —     |